# Monaster Trójcy Świętej Stefana Machryskiego
Monaster Trójcy Świętej Stefana Machryskiego – prawosławny klasztor, założony w XIV w. jako męski, zniszczony podczas Wielkiej Smuty i restytuowany w XVII w., ponownie zamknięty w 1923. W 1993 został reaktywowany jako żeński. Podlega Rosyjskiemu Kościołowi Prawosławnemu na prawach stauropigii. Znajduje się we wsi Machra, 15 km od Aleksandrowa, w obwodzie włodzimierskim.

## Historia
Założycielem wspólnoty był mnich Stefan, pierwotnie prowadzący życie ascetyczne w Monasterze Kijowsko-Peczerskim. Utworzył on nowy monaster około 1370. Założyciel klasztoru zmarł w 1406; w XV w. monaster uległ zniszczeniu podczas pożaru, został jednak odbudowany. W latach 1557–1570 na jego terenie zbudowano murowaną cerkiew. Do końca stulecia klasztor powiększał swoje majątki ziemskie. Podczas wielkiej smuty monaster został obrabowany i zniszczony. Jeszcze w tym samym stuleciu życie mnisze wznowili w nim mnisi przybyli z Ławry Troicko-Siergijewskiej. Okres największej świetności klasztor przeżywał na przełomie XVIII w. i XIX w., gdy metropolitą moskiewskim był Platon (Lewszyn). Na jego terenie wzniesiono wówczas zespół obiektów murowanych, dalsze prace przy budowie i upiększaniu świątyń trwały w XIX w. W końcu tego stulecia w monasterze zbudowano dzwonnicę, zaś w 1906, z okazji 500. rocznicy śmierci mnicha Stefana, zrekonstruowano pierwszą cerkiew, którą ten wzniósł, tworząc wspólnotę.
Władze radzieckie zamknęły monaster w 1923. Przez kolejne siedemdziesiąt lat jego zabudowania popadały w ruinę. W 1993 Rosyjski Kościół Prawosławny odzyskał obiekt i utworzył w nim wspólnotę żeńską. Pierwszą przełożoną nowego monasteru została mniszka Elżbieta (Żegałowa). W 1997 patriarcha moskiewski i całej Rusi Aleksy II wyświęcił odnowioną cerkiew św. Stefana. Od 2002 mniszki zajmują się prowadzeniem domu dziecka, zaś dwa lata później monaster otrzymał status stauropigialnego. W 2010 patriarcha moskiewski i całej Rusi Cyryl konsekrował kolejną świątynię w kompleksie klasztornym – cerkiew Trójcy Świętej.